# N39 (Togo)
Die N39 ist eine Fernstraße in Togo, die in Bassar beginnt und in Natchamba endet. Dies ist eine Verbindung der N17 mit der N19. Sie ist 35 Kilometer lang.